# Pogrom w Przedborzu
Pogrom w Przedborzu – zbrodnia popełniona na żydowskich mieszkańcach miasteczka Przedbórz 27 maja 1945 roku przez oddział Narodowych Sił Zbrojnych. Jego ofiarą padło od siedmiu do trzynastu osób. 
W artykule naukowym na temat pogromu Joanna Tokarska-Bakir podkreśla, że zamordowano wszystkich Żydów, jakich udało się wówczas odszukać, i ten fakt sprawia, że w przypadku Przedborza można mówić o czystce etnicznej. Przy życiu pozostawiono tylko doktora Juliusza Kamińskiego, znajomego, wcześniej lekarza w oddziale NSZ Władysława Kołacińskiego „Żbika”.
Według opisu w „Księdze Pamięci Przedborza – 33 lata po zagładzie” ofiary były ukrywającymi się u okolicznych chłopów żydowskimi mieszkańcami Przedborza, którzy po wojnie mieszkali dla bezpieczeństwa w budynku dawnej restauracji jednego z nich, Becalela Wyszyńskiego.
Według wersji dowódcy oddziału, który dokonał mordu, Władysława Kołacińskiego ps. „Żbik” ofiary były wyselekcjonowanymi spośród 300 mieszkających w mieście Żydów rzekomo „płatnymi agentami Moskwy”. Historycy uznali te rewelacje za nieprawdziwe. Po wojnie w Przedborzu przebywało nie więcej niż kilkunastu ocalałych Żydów. Z kolei Instytut Pamięci Narodowej stwierdził jednoznacznie, że zamordowani Żydzi nie byli funkcjonariuszami komunistycznymi. W mordzie oddziałowi „Żbika” pomagali pracownicy Urzędu Bezpieczeństwa Publicznego.
Pod budynek zamieszkały przez Żydów podjechał samochód ciężarowy, sprawcy związali ich i wywieźli do lasu, gdzie ich rozstrzelali; zrabowali również ich mienie.
Nazwiska ofiar wg różnych źródeł to Alter Litmanowicz, Mojżesz Wiernik, Rajzla Salcberg, Estera Kornowa, Józefa Korn i Mendel Fogel; ewentualnie Litmanowicz, Litzband, Aleksandrowicz, Schwartz, 3 NN, w tym 2 kobiety.
Inny obraz zbrodni wyłonił się w książce autorstwa Dominika Flisiaka wydanej 2024 r. Antyżydowska zbrodnia w Przedborzu miała miejsce nocy z 27 na 28 maja 1945 r. Osobą, która miała bezpośredni udział w tym ataku, był przed wszystkim Kazimierz Jezierski. W dokonywaniu zbrodni Jezierski był najprawdopodobniej wspierany przez Mieczysława Króla, Stefana Hoffmana oraz Jana Marcińskiego. Należy podkreślić, że niektórzy sprawcy zbrodni mieli za sobą przeszłość w Narodowych Siłach Zbrojnych. Wśród tych osób byli: Feliks Sokołowski, Józef Sokołowski oraz Jan Maciński.
Motywem napastników był antysemityzm. Ich podstawowym celem było wymordowanie Żydów, którym udało się przeżyć czas II wojny światowej. Ofiarami byli przedwojenni mieszkańcami tego regionu tj. Przedborza i najbliższych okolic tej miejscowości. Ofiary nie były związane z zwolennikami zmian, które zachodziły w powojennej Polsce. Były to osoby, które były ofiarami/świadkami Zagłady, która została przeprowadzona przez III Rzeszę i jej europejskich kolaborantów.
Wedle świadectwa Dr. Hampela, które znajduje się w zasobie Yad-Vashem wynika, że w Przedborzu zginęło 7 Żydów. Ofiarami byli: Josel Maszlak, Lejzor Lizband, Becalel Wyszyński, Sara Litwin, Chil Szolem Niepamiętny, Izrael Blumenzon, Szlomo Szwarc oraz Pincze Miedziński.  Część zrabowanego mienia została rozdzielona między członków bandy. Niewielki dobytek ofiar składał się przede wszystkim z ubrań, dwie stare maszyny czapnicze, pościel oraz roweru.